# ترنر ولی، آلبرتا
ترنر ولی، آلبرتا (به انگلیسی: Turner Valley, Alberta) یک شهرک در کانادا است که در آلبرتا واقع شده‌است.

## خصوصیات
ترنر ولی ۵٫۴۵ کیلومترمربع مساحت و ۲٬۱۶۷ نفر جمعیت دارد و ۱٬۲۱۵ متر بالاتر از سطح دریا واقع شده‌است.